# 잔프란코 베딘
잔프랑코 베딘(이탈리아어: Gianfranco Bedin dʒaɱˈfraŋko beˈdin[*], 1945년 7월 24일~)은 이탈리아의 전 축구 선수로, 현역 시절 광역형 혹은 수비형 미드필더로 활약했다. 베딘은 인테르나치오날레에서 신고식을 치른 후, 10년 동안 활약하며 1965년 유러피언컵을 우승했다. 그는 이후 삼프도리아, 바레세, 리보르노, 그리고 론디넬라에서 활약했다. 그는 국제 무대에서 이탈리아 국가대표팀 일원으로 1966년부터 1972년까지 6경기를 출전했다.

## 구단 경력
산 도나 디 피아베 출신인 베딘은 1964년부터 1974년까지 인테르나치오날레 일원으로 엘레니오 에레라 감독의 임기에 "위대한 인테르"의 일원으로 활약한 것으로 잘 알려져 있다. 그는 밀라노 연고 구단 소속으로 211번의 세리에 A 경기에 출전하며 세리에 A를 3번, 유러피언컵을 1번 우승했고, 인터콘티넨털컵을 2번, 그리고 코파 이탈리아에 1번 준우승을 거두었고, 유러피언컵도 결승전에 1번 더 출전했다. 그는 이후 삼프도리아(1974–78), 바레세(1978–79), 리보르노(1979–80), 그리고 론디넬라(1980–81)에서 활약을 계속했고, 1981년에 은퇴했다.

## 국가대표팀 경력
베딘은 이탈리아 국가대표팀 일원으로 국제 경기에 출전했는데, 1966년부터 1972년까지 6경기에 나섰지만, 인테르나치오날레에서 거둔 성과와 대조되게, 이탈리아 국가대표팀 일원으로 주요 대회에 출전한 적은 없다.

## 경기 방식
공을 회수하는 역할을 맡은 베딘은 상대를 예측하고, 체력, 효율성, 대인 방어력, 그리고 경기를 읽는 능력을 기반으로 수비형이나 광역형 미드필더로 활약했고, 그에 따라 보다 창의적이고 공격적인 선수를 수비적으로 보완했다. 현대지향적이고, 양방향적인 그는 공격을 전개하고, 공을 회수한 뒤 좋은 공격 위치를 선점하는데도 일가견이 있었다.

## 수상
인테르나치오날레
- 세리에 A: 1964–65, 1965–66, 1970–71
- 유러피언컵: 1964–65
- 인터콘티넨털컵: 1964, 1965